# Esteban Ocon
Esteban José Jean-Pierre Ocon-Khelfane (ur. 17 września 1996 w Évreux) – francuski kierowca wyścigowy, startujący w mistrzostwach świata Formuły 1 od sezonu 2016. Od sezonu 2021 kierowca zespołu Alpine, mistrz serii GP3 (2015) i Europejskiej Formuły 3 (2014). Od sezonu 2025 natomiast został jednym z kierowców zespołu Haas.

## Życiorys

### Formuła Renault
Ocon rozpoczął karierę w jednomiejscowych samochodach wyścigowych w wieku 16 lat w 2012 roku w Formule Renault. W tym roku rozpoczął starty w Europejskim Pucharze Formuły Renault 2.0 oraz w Alpejskiej Formule Renault. W obu tych seriach Francuz podpisał kontrakt z fińską ekipą Koiranen Motorsport. W serii Alpejskiej stanął na podium w obu wyścigach na austriackim torze Red Bull Ring, zaś w europejskim pucharze pojawił się na podium raz – w sobotnim wyścigu na torze Paul Ricard Circuit. Francuz zdobył w Europejskim Pucharze Formuły Renault 2.0 oraz w Alpejskiej Formule Renault odpowiednio 31 i 69 punktów, co uplasowało go odpowiednio na 14 i 7 pozycji w klasyfikacji generalnej.
Na sezon 2013 Ocon podpisał kontrakt z ART Junior Team na starty w Europejskim Pucharze Formuły Renault 2.0 oraz Północnoeuropejskim Pucharze Formuły Renault 2.0. W edycji europejskiej wygrał dwa wyścigi i pięciokrotnie stawał na podium. Z dorobkiem 159 punktów został sklasyfikowany na trzeciej pozycji w klasyfikacji generalnej. W serii północnoeuropejskiej był dwunasty.

### Formuła 3

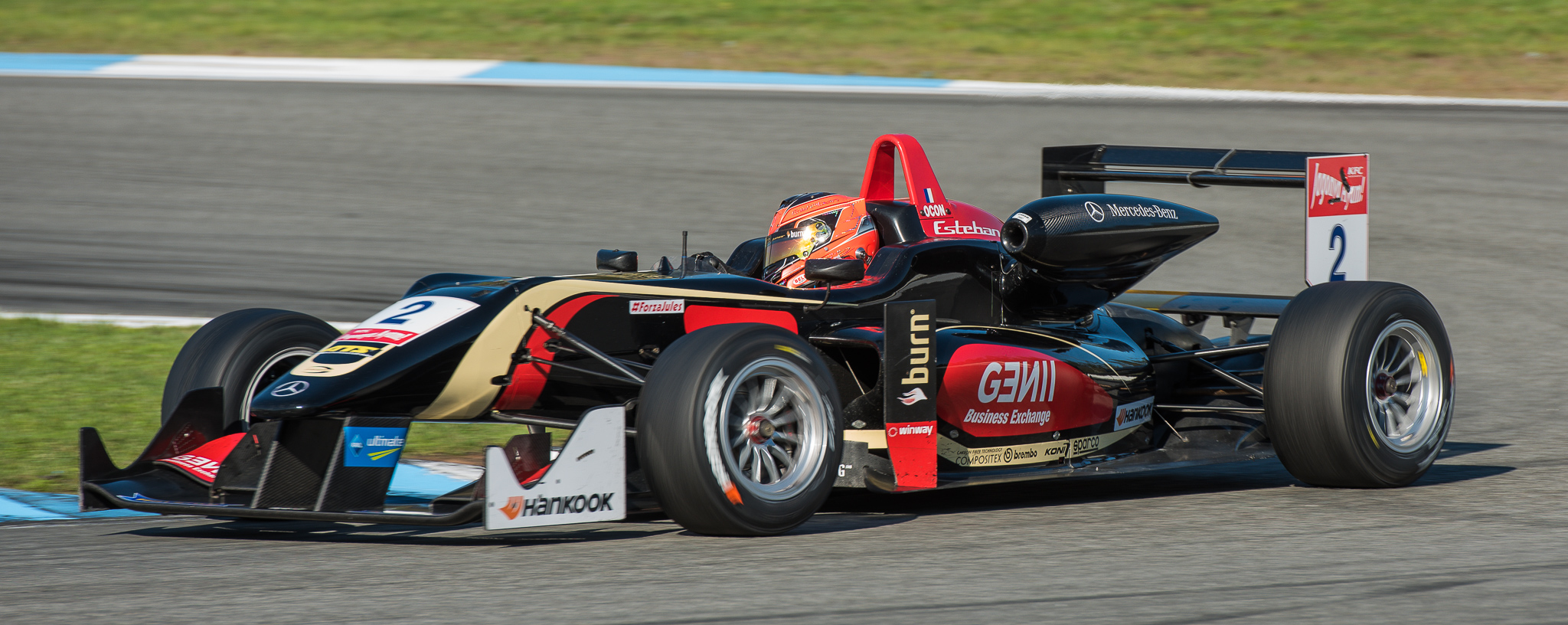
Esteban Ocon na torze Hockenheimring podczas zawodów Europejskiej Formuły 3 (2014)

W 2014 roku Francuz rozpoczął starty w Europejskiej Formule 3 z zespołem Prema Powerteam. Wystartował w 33 wyścigach, w których odniósł dziewięć zwycięstw i 21 razy stawał na podium. Już podczas przedostatniej rundy sezonu zapewnił sobie tytuł mistrza serii. Dorobek 478 punktów zapewnił mu 58 punktów przewagi nad drugim Tomem Blomqvistem. Również w prowadzonej po raz pierwszy klasyfikacji debiutantów był najlepszy, zdobywając maksymalną pulę punktów w piętnastu wyścigach.

### Formuła Renault 3.5
Również w 2014 podczas rundy na Hungaroringu dołączył do stawki prestiżowej Formuły Renault 3.5 w bolidzie brytyjskiej ekipy Comtec Racing. W ciągu trzech wyścigów, w których wystartował, uzbierał łącznie dwa punkty, co dało mu 23. miejsce w końcowej klasyfikacji kierowców.

### Seria GP3
W sezonie 2015 został podopiecznym zespołu Formuły 1 Mercedes GP oraz kierowcą wyścigowym francuskiego ekipy ART Grand Prix. Ocon stoczył pasjonujący pojedynek o tytuł mistrzowski z Włochem Lucą Ghiotto. Francuz odnotował tylko jedno zwycięstwo (na inaugurację w Katalonii), jednak w ciągu sezonu czternaście razy wizytował na podium. Warto odnotować, że aż jedenaście z nich uzyskał z rzędu. Ostatecznie pokonał rywala różnicą zaledwie ośmiu punktów. Uzyskał pulę 253 punktów, trzykrotnie startował z pole position oraz pięciokrotnie wykręcił najszybszy czas okrążenia w wyścigu.

### Formuła 1
Pierwszy kontakt Estebana Ocona z Formułą 1 miał miejsce w październiku 2014, kiedy zespół Lotus zaprosił go na prywatne sesje testowe na tor Circuit Ricardo Tormo, gdzie Francuz przetestował model E20. Miesiąc później zastąpił Romaina Grosjeana podczas pierwszego treningu do Grand Prix Abu Zabi 2014, osiągając czas gorszy od 0,355 s. od Pastora Maldonado. Testował dla brytyjskiej ekipy także podczas testów dla młodych kierowców. W nagrodę za zwycięstwo w Formule 3 otrzymał możliwość testowania samochodu Ferrari F10 na torze Fiorano. W kolejnym roku Ocon wziął udział w testach na torze Catalunya z zespołem Force India.
W sezonie 2016 francuski kierowca na zasadzie wypożyczenia trafił do zespołu Renault na stanowisku kierowcy testowego i rezerwowego ekipy – czterokrotnie brał udział w piątkowych treningach. 10 sierpnia 2016 ogłoszono, że Ocon zastąpi Rio Haryanto w zespole Manor. Po zakończeniu sezonu 2016 Zespół Sahara Force India oświadczył, iż Esteban Ocon będzie reprezentować zespół jako etatowy kierowca w sezonie 2017 obok Sergio Péreza.

## Wyniki
| Legenda oznaczeń w tabelach wyników Wyświetl szablon na nowej stronie | Legenda oznaczeń w tabelach wyników Wyświetl szablon na nowej stronie                                                                     |
| Oznaczenie                                                            | Wyjaśnienie |
| --------------------------------------------------------------------- | --- |
| Złoty                                                                 | Zwycięzca lub mistrzostwo |
| Srebrny                                                               | 2. miejsce lub wicemistrzostwo |
| Brązowy                                                               | 3. miejsce lub II wicemistrzostwo |
| Zielony                                                               | Ukończył, punktował (w klasyfikacji generalnej, gdy zdobył co najmniej jeden punkt na przestrzeni sezonu, poza trzema powyższymi opcjami) |
| Niebieski                                                             | Ukończył, nie punktował (w klasyfikacji generalnej, gdy nie zdobył co najmniej jednego punktu na przestrzeni sezonu)                      |
| Czerwony                                                              | Nie zakwalifikował się (NZ) |
| Czerwony                                                              | Nie prekwalifikował się (NPK) |
| Różowy                                                                | Nie ukończył (NU) |
| Różowy                                                                | Niesklasyfikowany (NS) (w klasyfikacji generalnej, gdy nie został sklasyfikowany w żadnym wyścigu sezonu)                                 |
| Czarny                                                                | Zdyskwalifikowany (DK) |
| Czarny                                                                | Wykluczony (WYK/EX) |
| Biały                                                                 | Nie wystartował (NW) |
| Biały                                                                 | Kontuzjowany (K/INJ) |
| Biały                                                                 | Wyścig odwołany (OD/C) |
| Bez koloru                                                            | Został wycofany (WYC/WD) |
| Bez koloru                                                            | Nie przybył (NP/DNA) |
| Bez koloru                                                            | Nie brał udziału w treningach (NT/DNP) |
| Bez koloru                                                            | Nie został zgłoszony (–) |
| Pogrubienie                                                           | Start z pole position |
| Kursywa                                                               | Najszybsze okrążenie wyścigu |
| †                                                                     | Nie ukończył, ale jego rezultat został zaliczony ze względu na przejechanie więcej niż 90% dystansu wyścigu.                              |
| *                                                                     | Sezon w trakcie |
| 1/2/3                                                                 | Punktowana pozycja w sprincie |
| Lista systemów punktacji Formuły 1                                    | |

### Alpejska Formuła Renault 2.0
| Sezon | Zespół              | Wyniki w poszczególnych rundach | Wyniki w poszczególnych rundach | Wyniki w poszczególnych rundach | Wyniki w poszczególnych rundach | Wyniki w poszczególnych rundach | Wyniki w poszczególnych rundach | Wyniki w poszczególnych rundach | Wyniki w poszczególnych rundach | Wyniki w poszczególnych rundach | Wyniki w poszczególnych rundach | Wyniki w poszczególnych rundach | Wyniki w poszczególnych rundach | Wyniki w poszczególnych rundach | Wyniki w poszczególnych rundach | Pkt. | Poz. |
| ----- | ------------------- | ------------------------------- | ------------------------------- | ------------------------------- | ------------------------------- | ------------------------------- | ------------------------------- | ------------------------------- | ------------------------------- | ------------------------------- | ------------------------------- | ------------------------------- | ------------------------------- | ------------------------------- | ------------------------------- | ---- | ---- |
| 2012  | Koiranen Motorsport | MNZ                             | MNZ                             | PAU                             | PAU                             | IMO                             | IMO                             | SPA                             | SPA                             | RBR                             | RBR                             | MUG                             | MUG                             | CAT                             | CAT                             | 69   | 7    |
| 2012  | Koiranen Motorsport | 8                               | 5                               | –                               | –                               | 7                               | 4                               | 25                              | 7                               | 3                               | 3                               | –                               | –                               | 11                              | NW                              | 69   | 7    |

### Europejski Puchar Formuły Renault 2.0
| Sezon | Zespół              | Wyniki w poszczególnych rundach | Wyniki w poszczególnych rundach | Wyniki w poszczególnych rundach | Wyniki w poszczególnych rundach | Wyniki w poszczególnych rundach | Wyniki w poszczególnych rundach | Wyniki w poszczególnych rundach | Wyniki w poszczególnych rundach | Wyniki w poszczególnych rundach | Wyniki w poszczególnych rundach | Wyniki w poszczególnych rundach | Wyniki w poszczególnych rundach | Wyniki w poszczególnych rundach | Wyniki w poszczególnych rundach | Pkt. | Poz. |
| ----- | ------------------- | ------------------------------- | ------------------------------- | ------------------------------- | ------------------------------- | ------------------------------- | ------------------------------- | ------------------------------- | ------------------------------- | ------------------------------- | ------------------------------- | ------------------------------- | ------------------------------- | ------------------------------- | ------------------------------- | ---- | ---- |
| 2012  | Koiranen Motorsport | ALC                             | ALC                             | SPA                             | SPA                             | NÜR                             | NÜR                             | MSC                             | MSC                             | HUN                             | HUN                             | LEC                             | LEC                             | CAT                             | CAT                             | 31   | 14   |
| 2012  | Koiranen Motorsport | 19                              | 5                               | 21                              | 24                              | 12                              | 18                              | 8                               | NU                              | 21                              | 18                              | 9                               | 3                               | NU                              | NU                              | 31   | 14   |
| 2013  | ART Junior Team     | ALC                             | ALC                             | SPA                             | SPA                             | MSC                             | MSC                             | RBR                             | RBR                             | HUN                             | HUN                             | LEC                             | LEC                             | CAT                             | CAT                             | 159  | 3    |
| 2013  | ART Junior Team     | 2                               | 6                               | 8                               | 7                               | 4                               | 2                               | 11                              | 14                              | 2                               | 4                               | 9                               | 1                               | 7                               | 1                               | 159  | 3    |

### Północnoeuropejski Puchar Formuły Renault 2.0
| Sezon | Zespół          | Wyniki w poszczególnych rundach | Wyniki w poszczególnych rundach | Wyniki w poszczególnych rundach | Wyniki w poszczególnych rundach | Wyniki w poszczególnych rundach | Wyniki w poszczególnych rundach | Wyniki w poszczególnych rundach | Wyniki w poszczególnych rundach | Wyniki w poszczególnych rundach | Wyniki w poszczególnych rundach | Wyniki w poszczególnych rundach | Wyniki w poszczególnych rundach | Wyniki w poszczególnych rundach | Wyniki w poszczególnych rundach | Wyniki w poszczególnych rundach | Wyniki w poszczególnych rundach | Wyniki w poszczególnych rundach | Pkt. | Poz. |
| ----- | --------------- | ------------------------------- | ------------------------------- | ------------------------------- | ------------------------------- | ------------------------------- | ------------------------------- | ------------------------------- | ------------------------------- | ------------------------------- | ------------------------------- | ------------------------------- | ------------------------------- | ------------------------------- | ------------------------------- | ------------------------------- | ------------------------------- | ------------------------------- | ---- | ---- |
| 2013  | ART Junior Team | HOC                             | HOC                             | HOC                             | NÜR                             | NÜR                             | SIL                             | SIL                             | SPA                             | SPA                             | ASS                             | ASS                             | MST                             | MST                             | MST                             | ZAN                             | ZAN                             | ZAN                             | 122  | 12   |
| 2013  | ART Junior Team | 1                               | 4                               | 8                               | 2                               | 7                               | –                               | –                               | –                               | –                               | –                               | –                               | NU                              | 2                               | NU                              | –                               | –                               | –                               | 122  | 12   |

### Grand Prix Makau
| Rok  | Zespół                       | Pozycja w kwalifikacjach | Pozycja (wyścig kwalifikacyjny) | Pozycja (wyścig właściwy) |
| ---- | ---------------------------- | ------------------------ | ------------------------------- | ------------------------- |
| 2013 | Prema Powerteam              | 15                       | 10                              | 10                        |
| 2014 | SJM Theodore Racing by Prema | 2                        | 4                               | NU                        |

### Europejska Formuła 3
| Sezon | Zespół          | Wyniki w poszczególnych rundach | Wyniki w poszczególnych rundach | Wyniki w poszczególnych rundach | Wyniki w poszczególnych rundach | Wyniki w poszczególnych rundach | Wyniki w poszczególnych rundach | Wyniki w poszczególnych rundach | Wyniki w poszczególnych rundach | Wyniki w poszczególnych rundach | Wyniki w poszczególnych rundach | Wyniki w poszczególnych rundach | Wyniki w poszczególnych rundach | Wyniki w poszczególnych rundach | Wyniki w poszczególnych rundach | Wyniki w poszczególnych rundach | Wyniki w poszczególnych rundach | Wyniki w poszczególnych rundach | Wyniki w poszczególnych rundach | Wyniki w poszczególnych rundach | Wyniki w poszczególnych rundach | Wyniki w poszczególnych rundach | Wyniki w poszczególnych rundach | Wyniki w poszczególnych rundach | Wyniki w poszczególnych rundach | Wyniki w poszczególnych rundach | Wyniki w poszczególnych rundach | Wyniki w poszczególnych rundach | Wyniki w poszczególnych rundach | Wyniki w poszczególnych rundach | Wyniki w poszczególnych rundach | Wyniki w poszczególnych rundach | Wyniki w poszczególnych rundach | Wyniki w poszczególnych rundach | Pkt. | Poz. |
| ----- | --------------- | ------------------------------- | ------------------------------- | ------------------------------- | ------------------------------- | ------------------------------- | ------------------------------- | ------------------------------- | ------------------------------- | ------------------------------- | ------------------------------- | ------------------------------- | ------------------------------- | ------------------------------- | ------------------------------- | ------------------------------- | ------------------------------- | ------------------------------- | ------------------------------- | ------------------------------- | ------------------------------- | ------------------------------- | ------------------------------- | ------------------------------- | ------------------------------- | ------------------------------- | ------------------------------- | ------------------------------- | ------------------------------- | ------------------------------- | ------------------------------- | ------------------------------- | ------------------------------- | ------------------------------- | ---- | ---- |
| 2014  | Prema Powerteam | SIL                             | SIL                             | SIL                             | HOC                             | HOC                             | HOC                             | PAU                             | PAU                             | PAU                             | HUN                             | HUN                             | HUN                             | SPA                             | SPA                             | SPA                             | NOR                             | NOR                             | NOR                             | MSC                             | MSC                             | MSC                             | RBR                             | RBR                             | RBR                             | NÜR                             | NÜR                             | NÜR                             | IMO                             | IMO                             | IMO                             | HOC                             | HOC                             | HOC                             | 478  | 1    |
| 2014  | Prema Powerteam | 2                               | 1                               | 3                               | 9                               | 1                               | 2                               | 1                               | 2                               | 2                               | 2                               | 1                               | 1                               | NU                              | 2                               | 2                               | 2                               | 14                              | 2                               | 1                               | 1                               | 1                               | 13                              | NU                              | 13                              | 6                               | 3                               | NU                              | 1                               | 4                               | 3                               | 7                               | 4                               | 7                               | 478  | 1    |

### Formuła Renault 3.5
| Sezon | Zespół        | Wyniki w poszczególnych rundach | Wyniki w poszczególnych rundach | Wyniki w poszczególnych rundach | Wyniki w poszczególnych rundach | Wyniki w poszczególnych rundach | Wyniki w poszczególnych rundach | Wyniki w poszczególnych rundach | Wyniki w poszczególnych rundach | Wyniki w poszczególnych rundach | Wyniki w poszczególnych rundach | Wyniki w poszczególnych rundach | Wyniki w poszczególnych rundach | Wyniki w poszczególnych rundach | Wyniki w poszczególnych rundach | Wyniki w poszczególnych rundach | Wyniki w poszczególnych rundach | Wyniki w poszczególnych rundach | Pkt. | Poz. |
| ----- | ------------- | ------------------------------- | ------------------------------- | ------------------------------- | ------------------------------- | ------------------------------- | ------------------------------- | ------------------------------- | ------------------------------- | ------------------------------- | ------------------------------- | ------------------------------- | ------------------------------- | ------------------------------- | ------------------------------- | ------------------------------- | ------------------------------- | ------------------------------- | ---- | ---- |
| 2014  | Comtec Racing | MNZ                             | MNZ                             | ALC                             | ALC                             | MON                             | SPA                             | SPA                             | MSC                             | MSC                             | NÜR                             | NÜR                             | HUN                             | HUN                             | LEC                             | LEC                             | JER                             | JER                             | 2    | 23   |
| 2014  | Comtec Racing | –                               | –                               | –                               | –                               | –                               | –                               | –                               | –                               | –                               | –                               | –                               | 9                               | NW                              | 14                              | 12                              | –                               | –                               | 2    | 23   |

### GP3
| Sezon | Zespół         | Wyniki w poszczególnych rundach | Wyniki w poszczególnych rundach | Wyniki w poszczególnych rundach | Wyniki w poszczególnych rundach | Wyniki w poszczególnych rundach | Wyniki w poszczególnych rundach | Wyniki w poszczególnych rundach | Wyniki w poszczególnych rundach | Wyniki w poszczególnych rundach | Wyniki w poszczególnych rundach | Wyniki w poszczególnych rundach | Wyniki w poszczególnych rundach | Wyniki w poszczególnych rundach | Wyniki w poszczególnych rundach | Wyniki w poszczególnych rundach | Wyniki w poszczególnych rundach | Wyniki w poszczególnych rundach | Wyniki w poszczególnych rundach | Pkt. | Poz. |
| ----- | -------------- | ------------------------------- | ------------------------------- | ------------------------------- | ------------------------------- | ------------------------------- | ------------------------------- | ------------------------------- | ------------------------------- | ------------------------------- | ------------------------------- | ------------------------------- | ------------------------------- | ------------------------------- | ------------------------------- | ------------------------------- | ------------------------------- | ------------------------------- | ------------------------------- | ---- | ---- |
| 2015  | ART Grand Prix | CAT                             | CAT                             | RBR                             | RBR                             | SIL                             | SIL                             | HUN                             | HUN                             | SPA                             | SPA                             | MNZ                             | MNZ                             | SOC                             | SOC                             | BHR                             | BHR                             | YMC                             | YMC                             | 253  | 1    |
| 2015  | ART Grand Prix | 1                               | 7                               | 3                               | DK                              | 6                               | 2                               | 2                               | 2                               | 2                               | 2                               | 2                               | 2                               | 2                               | 2                               | 3                               | 2                               | 4                               | 3                               | 253  | 1    |

### DTM
| Sezon | Zespół                     | Samochód             | Silnik                    | Wyniki w poszczególnych rundach | Wyniki w poszczególnych rundach | Wyniki w poszczególnych rundach | Wyniki w poszczególnych rundach | Wyniki w poszczególnych rundach | Wyniki w poszczególnych rundach | Wyniki w poszczególnych rundach | Wyniki w poszczególnych rundach | Wyniki w poszczególnych rundach | Wyniki w poszczególnych rundach | Wyniki w poszczególnych rundach | Wyniki w poszczególnych rundach | Wyniki w poszczególnych rundach | Wyniki w poszczególnych rundach | Wyniki w poszczególnych rundach | Wyniki w poszczególnych rundach | Wyniki w poszczególnych rundach | Wyniki w poszczególnych rundach | Pkt. | Poz. |
| ----- | -------------------------- | -------------------- | ------------------------- | ------------------------------- | ------------------------------- | ------------------------------- | ------------------------------- | ------------------------------- | ------------------------------- | ------------------------------- | ------------------------------- | ------------------------------- | ------------------------------- | ------------------------------- | ------------------------------- | ------------------------------- | ------------------------------- | ------------------------------- | ------------------------------- | ------------------------------- | ------------------------------- | ---- | ---- |
| 2016  | Mercedes-Benz DTM Team ART | Mercedes-AMG C63 DTM | Mercedes-Benz AMG 4.0L V8 | HOC                             | HOC                             | RBR                             | RBR                             | LAU                             | LAU                             | NOR                             | NOR                             | ZAN                             | ZAN                             | MSC                             | MSC                             | NÜR                             | NÜR                             | HUN                             | HUN                             | HOC                             | HOC                             | 2    | 26   |
| 2016  | Mercedes-Benz DTM Team ART | Mercedes-AMG C63 DTM | Mercedes-Benz AMG 4.0L V8 | NU                              | NU                              | 20                              | 18                              | 23                              | 15                              | NU                              | 13                              | 9                               | 18                              | –                               | –                               | –                               | –                               | –                               | –                               | –                               | –                               | 2    | 26   |

### Formuła 1
| Sezon | Zespół                           | Samochód          | Silnik                          | Wyniki w poszczególnych eliminacjach | Wyniki w poszczególnych eliminacjach | Wyniki w poszczególnych eliminacjach | Wyniki w poszczególnych eliminacjach | Wyniki w poszczególnych eliminacjach | Wyniki w poszczególnych eliminacjach | Wyniki w poszczególnych eliminacjach | Wyniki w poszczególnych eliminacjach | Wyniki w poszczególnych eliminacjach | Wyniki w poszczególnych eliminacjach | Wyniki w poszczególnych eliminacjach | Wyniki w poszczególnych eliminacjach | Wyniki w poszczególnych eliminacjach | Wyniki w poszczególnych eliminacjach | Wyniki w poszczególnych eliminacjach | Wyniki w poszczególnych eliminacjach | Wyniki w poszczególnych eliminacjach | Wyniki w poszczególnych eliminacjach | Wyniki w poszczególnych eliminacjach | Wyniki w poszczególnych eliminacjach | Wyniki w poszczególnych eliminacjach | Wyniki w poszczególnych eliminacjach |       |  | Pkt. | Poz. |
| ----- | -------------------------------- | ----------------- | ------------------------------- | ------------------------------------ | ------------------------------------ | ------------------------------------ | ------------------------------------ | ------------------------------------ | ------------------------------------ | ------------------------------------ | ------------------------------------ | ------------------------------------ | ------------------------------------ | ------------------------------------ | ------------------------------------ | ------------------------------------ | ------------------------------------ | ------------------------------------ | ------------------------------------ | ------------------------------------ | ------------------------------------ | ------------------------------------ | ------------------------------------ | ------------------------------------ | ------------------------------------ | ----- |  | ---- | ---- |
| 2016  | Manor Racing MRT                 | Manor MRT05       | Mercedes PU106C Hybrid 1.6 V6 t | Australia                            | Bahrajn                              |                                      | Rosja                                | Hiszpania                            | Monako                               | Kanada                               | Unia Europejska                      | Austria                              | Wielka Brytania                      | Węgry                                | Niemcy                               | Belgia                               | Włochy                               | Singapur                             | Malezja                              | Japonia                              | Stany Zjednoczone                    | Meksyk                               | Brazylia                             |                                      |                                      |       |  | 0    | 23   |
| 2016  | Manor Racing MRT                 | Manor MRT05       | Mercedes PU106C Hybrid 1.6 V6 t | –                                    | –                                    | –                                    | –                                    | –                                    | –                                    | –                                    | –                                    | –                                    | –                                    | –                                    | –                                    | 16                                   | 18                                   | 18                                   | 16                                   | 21                                   | 18                                   | 21                                   | 12                                   | 13                                   |                                      |       |  | 0    | 23   |
| 2017  | Sahara Force India F1 Team       | Force India VJM10 | Mercedes M08 EQ Power+ 1.6 V6 t | Australia                            |                                      | Bahrajn                              | Rosja                                | Hiszpania                            | Monako                               | Kanada                               | Azerbejdżan                          | Austria                              | Wielka Brytania                      | Węgry                                | Belgia                               | Włochy                               | Singapur                             | Malezja                              | Japonia                              | Stany Zjednoczone                    | Meksyk                               | Brazylia                             |                                      |                                      |                                      |       |  | 87   | 8    |
| 2017  | Sahara Force India F1 Team       | Force India VJM10 | Mercedes M08 EQ Power+ 1.6 V6 t | 10                                   | 10                                   | 10                                   | 7                                    | 5                                    | 12                                   | 6                                    | 6                                    | 8                                    | 8                                    | 9                                    | 9                                    | 6                                    | 10                                   | 10                                   | 6                                    | 6                                    | 5                                    | NU                                   | 8                                    |                                      |                                      |       |  | 87   | 8    |
| 2018  | Sahara Force India F1 Team       | Force India VJM11 | Mercedes M09 EQ Power+ 1.6 V6 t | Australia                            | Bahrajn                              |                                      | Azerbejdżan                          | Hiszpania                            | Monako                               | Kanada                               | Francja                              | Austria                              | Wielka Brytania                      | Niemcy                               | Węgry                                | Belgia                               | Włochy                               | Singapur                             | Rosja                                | Japonia                              | Stany Zjednoczone                    | Meksyk                               | Brazylia                             |                                      |                                      |       |  | 49   | 12   |
| 2018  | Sahara Force India F1 Team       | Force India VJM11 | Mercedes M09 EQ Power+ 1.6 V6 t | 12                                   | 10                                   | 11                                   | NU                                   | NU                                   | 6                                    | 9                                    | NU                                   | 6                                    | 7                                    | 8                                    | 13                                   | –                                    | –                                    | –                                    | –                                    | –                                    | –                                    | –                                    | –                                    | –                                    |                                      |       |  | 49   | 12   |
| 2018  | Racing Point Force India F1 Team | Force India VJM11 | Mercedes M09 EQ Power+ 1.6 V6 t | –                                    | –                                    | –                                    | –                                    | –                                    | –                                    | –                                    | –                                    | –                                    | –                                    | –                                    | –                                    | 6                                    | 6                                    | NU                                   | 9                                    | 9                                    | DK                                   | 11                                   | 15                                   | NU                                   |                                      |       |  | 49   | 12   |
| 2020  | Renault DP World F1 Team         | Renault R.S.20    | Renault E-Tech 20 1.6 V6 t      | Austria                              |                                      | Węgry                                | Wielka Brytania                      | Wielka Brytania                      | Hiszpania                            | Belgia                               | Włochy                               | Toskania                             | Rosja                                | Niemcy                               | Portugalia                           | Emilia-Romania                       | Turcja                               | Bahrajn                              | Bahrajn                              |                                      |                                      |                                      |                                      |                                      |                                      |       |  | 62   | 12   |
| 2020  | Renault DP World F1 Team         | Renault R.S.20    | Renault E-Tech 20 1.6 V6 t      | 8                                    | NU                                   | 14                                   | 6                                    | 8                                    | 13                                   | 5                                    | 8                                    | NU                                   | 7                                    | NU                                   | 8                                    | NU                                   | 11                                   | 9                                    | 2                                    | 9                                    |                                      |                                      |                                      |                                      |                                      |       |  | 62   | 12   |
| 2021  | Alpine F1 Team                   | Alpine A521       | Renault E-Tech 20B 1.6 V6 t     | Bahrajn                              | Emilia-Romania                       | Portugalia                           | Hiszpania                            | Monako                               | Azerbejdżan                          | Francja                              |                                      | Austria                              | Wielka Brytania                      | Węgry                                | ‡                                    | Holandia                             | Włochy                               | Rosja                                | Turcja                               | Stany Zjednoczone                    | Meksyk                               |                                      | Katar                                | Arabia Saudyjska                     |                                      |       |  | 74   | 11   |
| 2021  | Alpine F1 Team                   | Alpine A521       | Renault E-Tech 20B 1.6 V6 t     | 13                                   | 9                                    | 7                                    | 9                                    | 9                                    | NU                                   | 14                                   | 14                                   | NU                                   | 9                                    | 1                                    | 7                                    | 9                                    | 10                                   | 14                                   | 10                                   | NU                                   | 13                                   | 8                                    | 5                                    | 4                                    | 9                                    |       |  | 74   | 11   |
| 2022  | BWT Alpine F1 Team               | Alpine A522       | Renault E-Tech RE22             | Bahrajn                              | Arabia Saudyjska                     | Australia                            | Emilia-Romania                       | Stany Zjednoczone                    | Hiszpania                            | Monako                               | Azerbejdżan                          | Kanada                               | Wielka Brytania                      | Austria                              | Francja                              | Węgry                                | Belgia                               | Holandia                             | Włochy                               | Singapur                             | Japonia                              | Stany Zjednoczone                    | Meksyk                               |                                      |                                      |       |  | 92   | 8    |
| 2022  | BWT Alpine F1 Team               | Alpine A522       | Renault E-Tech RE22             | 7                                    | 6                                    | 7                                    | 14                                   | 8                                    | 7                                    | 12                                   | 10                                   | 6                                    | NU                                   | 5                                    | 8                                    | 9                                    | 7                                    | 9                                    | 11                                   | NU                                   | 4                                    | 11                                   | 8                                    | 8                                    | 7                                    |       |  | 92   | 8    |
| 2023  | BWT Alpine F1 Team               | Alpine A523       | Renault E-Tech RE23             | Bahrajn                              | Arabia Saudyjska                     | Australia                            | Azerbejdżan                          | Stany Zjednoczone                    | Monako                               | Hiszpania                            | Kanada                               | Austria                              | Wielka Brytania                      | Węgry                                | Belgia                               | Holandia                             | Włochy                               | Singapur                             | Japonia                              | Katar                                | Stany Zjednoczone                    | Meksyk                               |                                      | Stany Zjednoczone                    |                                      |       |  | 58   | 12   |
| 2023  | BWT Alpine F1 Team               | Alpine A523       | Renault E-Tech RE23             | NU                                   | 8                                    | 14†                                  | 15                                   | 9                                    | 3                                    | 8                                    | 8                                    | 147                                  | NU                                   | NU                                   | 8                                    | 10                                   | NU                                   | NU                                   | 9                                    | 7                                    | NU                                   | 10                                   | 10                                   | 4                                    | 12                                   |       |  | 58   | 12   |
| 2024  | BWT Alpine F1 Team               | Alpine A524       | Renault E-Tech RE24             | Bahrajn                              | Arabia Saudyjska                     | Australia                            | Japonia                              |                                      | Stany Zjednoczone                    | Emilia-Romania                       | Monako                               | Kanada                               | Hiszpania                            | Austria                              | Wielka Brytania                      | Węgry                                | Belgia                               | Holandia                             | Włochy                               | Azerbejdżan                          | Singapur                             | Stany Zjednoczone                    | Meksyk                               |                                      | Stany Zjednoczone                    | Katar |  | 23   | 14   |
| 2024  | BWT Alpine F1 Team               | Alpine A524       | Renault E-Tech RE24             | 17                                   | 13                                   | 16                                   | 15                                   | 11                                   | 10                                   | 14                                   | NU                                   | 10                                   | 10                                   | 12                                   | 16                                   | 18                                   | 9                                    | 15                                   | 14                                   | 15                                   | 13                                   | 18                                   | 13                                   | 2                                    | 17                                   | NU    |  | 23   | 14   |

‡ - Przyznano połowę punktów, gdyż zostało przejechane mniej niż 75% wyścigu.

### Podsumowanie
| Sezon | Seria                                         | Zespół                           | Wyścigi          | P1               | PP               | NO               | Podium           | Punkty           | Pozycja          |
| ----- | --------------------------------------------- | -------------------------------- | ---------------- | ---------------- | ---------------- | ---------------- | ---------------- | ---------------- | ---------------- |
| 2012  | Alpejska Formuła Renault 2.0                  | Koiranen Motorsport              | 10               | 0                | 0                | 1                | 2                | 69               | 7                |
| 2012  | Europejski Puchar Formuły Renault 2.0         | Koiranen Motorsport              | 14               | 0                | 0                | 0                | 1                | 31               | 14               |
| 2013  | Północnoeuropejski Puchar Formuły Renault 2.0 | ART Junior Team                  | 8                | 1                | 0                | 1                | 3                | 122              | 12               |
| 2013  | Europejski Puchar Formuły Renault 2.0         | ART Junior Team                  | 14               | 2                | 1                | 1                | 5                | 159              | 3                |
| 2013  | Grand Prix Makau                              | Prema Powerteam                  | 2                | 0                | 0                | 0                | 0                | n.d.             | 10               |
| 2014  | Europejska Formuła 3                          | Prema Powerteam                  | 33               | 9                | 15               | 7                | 21               | 478              | 1                |
| 2014  | Formuła Renault 3.5                           | Comtec Racing                    | 3                | 0                | 0                | 0                | 0                | 2                | 23               |
| 2014  | Grand Prix Makau                              | SJM Theodore Racing by Prema     | 1                | 0                | 0                | 0                | 0                | n.d.             | NS               |
| 2014  | Formuła 1                                     | Lotus F1 Team                    | Kierowca testowy | Kierowca testowy | Kierowca testowy | Kierowca testowy | Kierowca testowy | Kierowca testowy | Kierowca testowy |
| 2015  | Seria GP3                                     | ART Grand Prix                   | 18               | 1                | 3                | 5                | 14               | 253              | 1                |
| 2015  | Formuła 1                                     | Sahara Force India F1 Team       | Kierowca testowy | Kierowca testowy | Kierowca testowy | Kierowca testowy | Kierowca testowy | Kierowca testowy | Kierowca testowy |
| 2016  | DTM                                           | Mercedes-Benz DTM Team ART       | 10               | 0                | 0                | 0                | 0                | 2                | 26               |
| 2016  | Formuła 1                                     | Mercedes AMG Petronas F1 Team    | Kierowca testowy | Kierowca testowy | Kierowca testowy | Kierowca testowy | Kierowca testowy | Kierowca testowy | Kierowca testowy |
| 2016  | Formuła 1                                     | Renault Sport Formula One Team   | Kierowca testowy | Kierowca testowy | Kierowca testowy | Kierowca testowy | Kierowca testowy | Kierowca testowy | Kierowca testowy |
| 2016  | Formuła 1                                     | Manor Racing MRT                 | 9                | 0                | 0                | 0                | 0                | 0                | 23               |
| 2017  | Formuła 1                                     | Sahara Force India F1 Team       | 20               | 0                | 0                | 0                | 0                | 87               | 8                |
| 2018  | Formuła 1                                     | Sahara Force India F1 Team       | 12               | 0                | 0                | 0                | 0                | 49               | 12               |
| 2018  | Formuła 1                                     | Racing Point Force India F1 Team | 9                | 0                | 0                | 0                | 0                | 49               | 12               |
| 2019  | Formuła 1                                     | Mercedes-AMG Petronas Motorsport | Kierowca testowy | Kierowca testowy | Kierowca testowy | Kierowca testowy | Kierowca testowy | Kierowca testowy | Kierowca testowy |
| 2020  | Formuła 1                                     | Renault DP World F1 Team         | 17               | 0                | 0                | 0                | 1                | 62               | 12               |
| 2021  | Formuła 1                                     | Alpine F1 Team                   | 22               | 1                | 0                | 0                | 1                | 74               | 11               |
| 2022  | Formuła 1                                     | BWT Alpine F1 Team               | 22               | 0                | 0                | 0                | 0                | 92               | 8                |
| 2023  | Formuła 1                                     | BWT Alpine F1 Team               | 22               | 0                | 0                | 0                | 1                | 58               | 12               |
| 2024  | Formuła 1                                     | BWT Alpine F1 Team               | 17               | 0                | 0                | 0                | 0                | 5*               | 18*              |